# Байково (Тверская область)
Ба́йково — село в Лисковском сельском поселении Кесовогорского района Тверской области.

## География
Расположено в 10 км на запад от посёлка Кесова Гора.

## История
В XVI веке владельцами села были дворяне Маломаховы, который также владели и другими населёнными пунктами в округе — сёлами Коровкино и Болдеево. К 1570-м годам Байково отделилось от названных сёл в самостоятельный приход, и здесь уже существовал храм во имя Параскеевы Пятницы, которая была основана именно как усадебная.

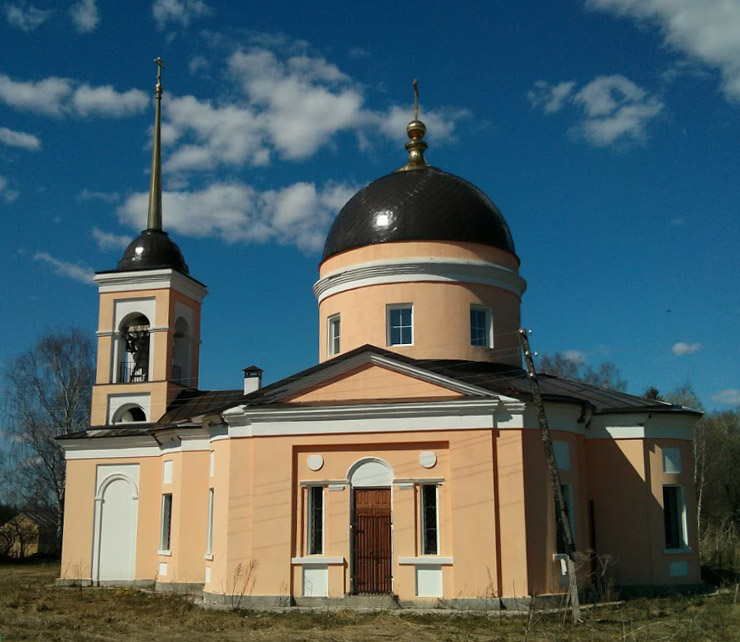
Церковь Параскевы Пятницы Великомученицы в Байково (1798—1810 годы). Фото 2014 года. Сооружена на средства Грушецких

В конце XVI века коронному хорунжему Карпу Евстафьефичу Грушецкому, въехавшему в Россию из Польши между 1584 и 1598 годами на службу к царю Фёдору I Иоанновичу, были пожалованы поместья в Кашинском уезде и были даны многие сёла и деревни, в том числе и село Байково, которое на долгое время становится вотчиной Грушецких. Сын его, боярин Илья Карпович, от Государя Царя и Великого Князя Василия Ивановича за «московское осадное сидение» в 1610 году пожалован был вотчиной в Кашинском уезде (затем был воеводой на Белозёрске). В свою очередь его сын, Фёдор Ильич, служил в администрации города Кашина.
При Грушецких, в их имении, ставшем их[чьих?] вотчиной в русском государстве, закладывается усадебный комплекс Байково. В XVIII веке комплекс в Байково, включая и церковь, оставался полностью деревянным. К этому времени имение приобрело вид, традиционный для среднерусских помещичьих усадеб. Сохранился план второй половины XVIII века, на котором населённый пункт разделён Бежецким трактом на две неравные части — мужицкую и господскую. По одну сторону находились крестьянские дома, в которых в то время обитало «мужеска полу сто шестьдесят душ», а по другую располагались храм и сама усадьба — одноэтажный барский дом с двумя флигелями, обращённый парадным двором прямо к дороге. Был здесь парк и два пруда, сохранившиеся и сегодня.
В 1771 году помещиком в Байково был коллежский асессор Василий Никитич Грушецкий (род. 1717), а затем его вдова Надежда Ивановна (по второму мужу — Голицына), и сын Михаил Васильевич, поручик лейб-гвардии Гусарского полка. Именно им двоим (Надежде Ивановне и Михаилу Васильевичу) принадлежит заслуга каменной перестройки Пятницкого храма. Этот процесс начался в 1798 году и продолжался почти двадцать лет, приостанавливаясь то из-за нехватки денег, то по причине организационных сложностей, вызванных консисторским бюрократизмом, против которого были бессильны и архиереи и даже обер-прокурор Синода, к которому обращались Грушецкие, в надежде ускорить согласования. Проект церкви, представленный храмоздателями, освятил тогдашний владыка Павел.
Позднее усадьба принадлежала основателю Московского университета и Петербургской Академии художеств, фавориту императрицы Елизаветы Петровны, Ивану Ивановичу Шувалову.
Позже усадьба перешла к Штюрмерам (к Владимиру Вильгельмовичу Штюрмеру), чьи потомки живут там и поныне. В 1848 году здесь родился Борис Владимирович Штюрмер, председатель правительства России в 1916 году. В 1848 году Владимир Штюрмер окрестил его в Пятницкой церкви Байково, здесь же были крещены и другие его дети. Вскоре Владимир Штюрмер стал старостой прихода и щедрым жертвователем, а в 1877 учредил при церкви богадельню для «призрения бедных безродных и увечных крестьян села Байково». Когда он принимал усадьбу во владение, в Байково и в относящихся к нему деревнях, кроме храма и господского дома, ничего не было. При нём появились сыроварня, оранжереи, конный завод и скотный двор. Он был одним из наиболее влиятельных и уважаемых людей в Бежецком уезде, и неоднократно избирался мировым судьёй и гласным уездного земства. Но в 1887—88 годах в его психике произошёл надлом, и овладевшая им мания расточительства привела к большим потерям, долгам и продаже земли. Вся тяжесть ситуации легла на плечи сына Бориса Владимировича — крупного чиновника Министерства императорского двора. Штюрмерам всё же удалось удержать за собой фамильное гнездо. Позже имением занялся его брат, Сергей Владимирович, который вернулся в Байково после краха монархии, ареста и смерти в тюрьме старшего брата. К тому времени большевики устроили в усадьбе детскую колонию, а бывшая барская собственность была расхищена и испорчена. Штюрмер, чтобы спасти дом своего детства, добился назначения на должность инструктора по охране памятников, и начал ходатайствовать о музеефикации, придумав легенду о устроении усадьбы и парка самим Иваном Ивановичем Шуваловым. Это возымело эффект, и он водворился в родовой усадьбе в качестве её хранителя до 1924 года.
На сегодня в Байково частично сохранились церковь Параскевы Пятницы (1810 года) и парк, где около реки находится курган с берёзой, по местному преданию, посаженной Екатериной II.

## Население
| 1859 | 2010 |
| ---- | ---- |
| 229  | ↘19  |

## Достопримечательности
- Церковь Параскевы (Пятницы) Великомученицы в Байково (Пятницкая церковь; Параскеевская церковь; Прасковьевская церковь). Начало строительства — 1798. Дата постройки — 1810 год. Исповедание — православие. Принадлежность — РПЦ МП. Представляет собой однокупольный центрический храм с боковыми приделами и колокольней[6]. Сооружен в 1810 на средства Грушецких[2]. Действующий.
- Парк «Байково» — памятник природы регионального значения. Год создания — 1992 г.. Площадь 4 га. Категория МСОП — III, IV[7]
- Усадьба «Байково» — памятник архитектуры XVIII—XIX вв. (код памятника 6900719000). Элементы комплекса: церковь Параскевы (Пятницы) Великомученицы, регулярный парк[8].

## Знаменитые жители Байково
- Иван Иванович Шувалов - основатель Московского университета и Петербургской Академии художеств.
- Борис Владимирович Штюрмер — председатель правительства России в 1916 г.